# Tricyclusidae
Tricyclusidae is een familie van neteldieren uit de klasse van de Hydrozoa (hydroïdpoliepen).

## Geslacht
- Tricyclusa Stechow, 1919